# Kniha Abrahamova

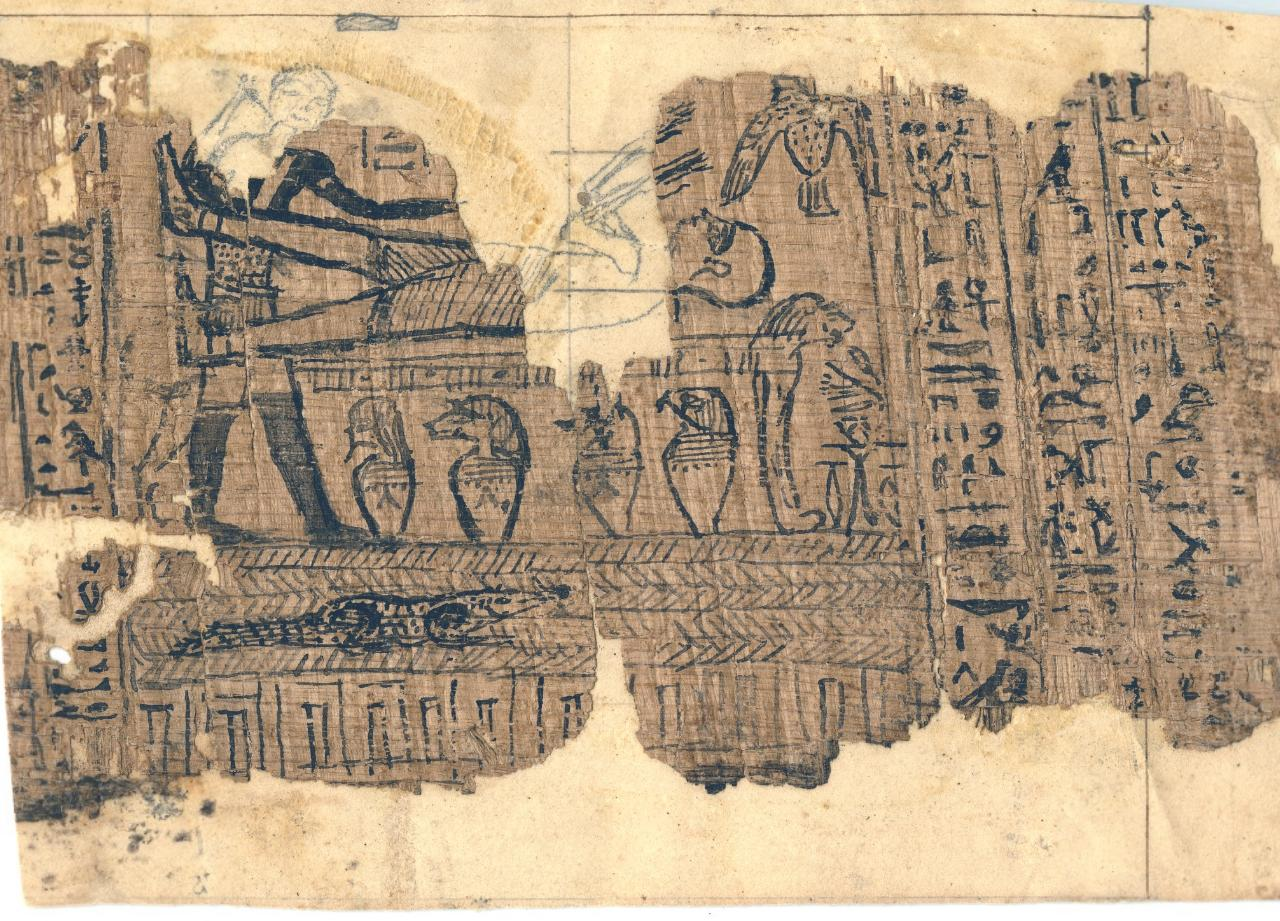
Část papyrů, kterou Joseph Smith použil jako zdroj knihy Abrahama. Překlad egyptologů ukazuje, že údajný překlad Josepha Smitha neodpovídá významu původního textu

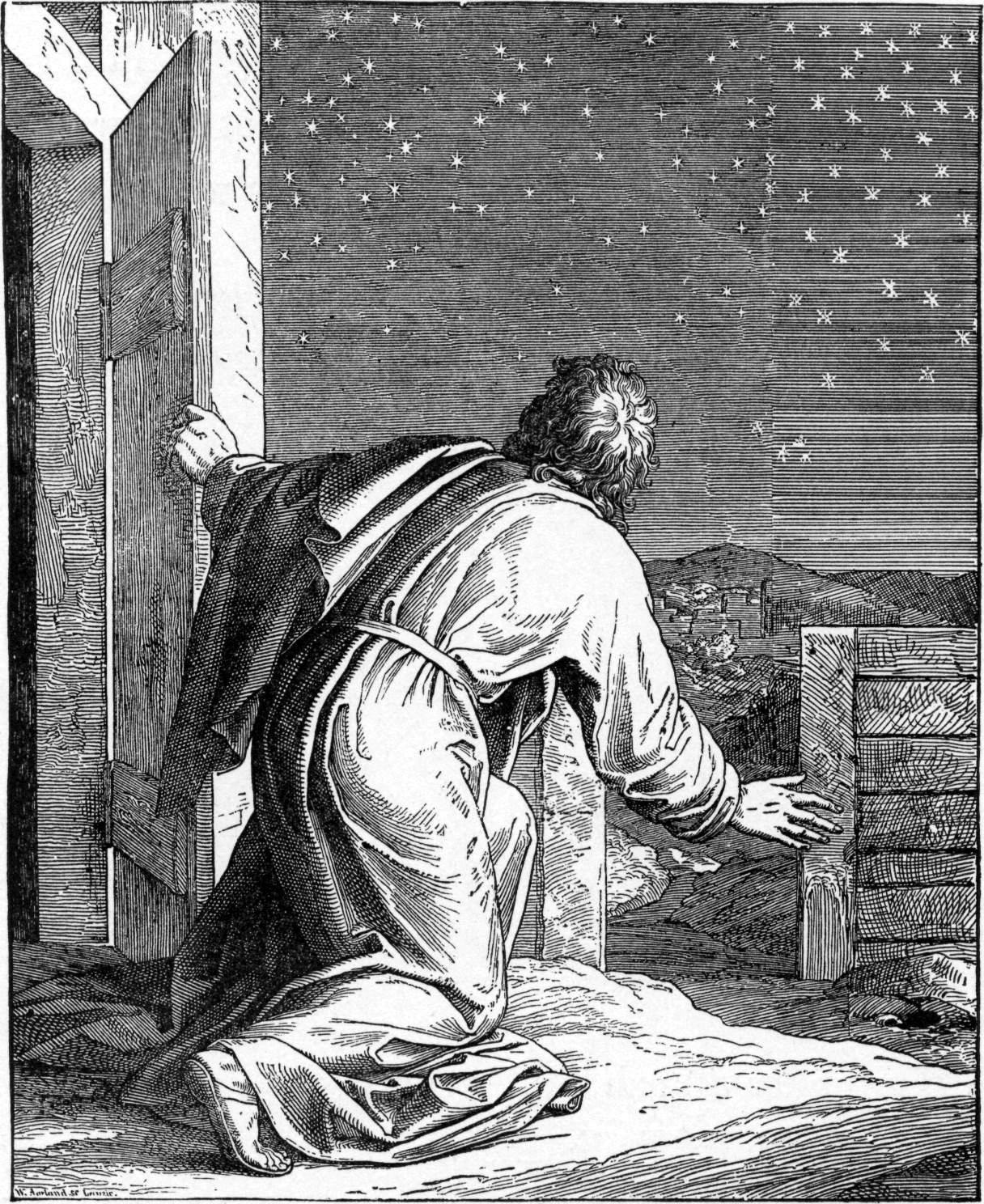
Prorok Abrahám je důležitou postavou v judaismu, křesťanství i islámu. Mormoni věří, že prorok Joseph Smith přeložil knihu, kterou Abrahám napsal během svého pobytu v Egyptě

Kniha Abrahamova (česky též Kniha Abraham) je dokument, který v roce 1835 napsal mormonský prorok Joseph Smith a který prý přeložil z egyptštiny. Tvoří součást mormonského svatého Písma a nachází se v sekci zvané Drahocenná perla. Dokument je předmětem mnoha kontroverzí. Přibližně ve stejné době Jean-François Champollion rozluštil sice egyptské hieroglyfy, o čemž však Smith netušil. „Překlad“ se tak prokázal jako podvrh, protože původní text papyru pojednává o úplně jiné tematice.[zdroj⁠?!] Kniha silně ovlivnila mormonský obřad Obdarování.

## Vznik
Joseph Smith o Knize Abraham napsal, že jde o „překlad určitých dávných záznamů, jež se nám dostaly do rukou z egyptských katakomb“. Podle církevní historie se Smith dostal k papyrům skrze potulného obchodníka s egyptskými starožitnostmi. Překlad byl vydáván na pokračování v Times and Seasons počínaje 1. březnem 1842 v Nauvoo ve státě Illinois.

## Obsah
Kniha Abraham sestává z 5 kapitol a 4 různých tematických celků.

### Tematické části
První část (kapitoly 1–2) se týká samotného starozákonního proroka Abraháma. Abrahám usiluje o požehnání patriarchálního řádu a je v chaldejské zemi pronásledován kněžími faraonova kultu. Má být obětován, ale je zázračně zachráněn Jehovou. Abrahám poté opouští Ur, aby šel do Kanaánu, ale v Háranu se mu ukazuje Jehova a nasměruje ho dál do Egypta.
Druhá část (první polovina kapitoly 3) je astronomická lekce, kterou Jehova přednáší Abrahámovi, když jej učí o vesmíru. Abraham se prostřednictvím Urimu a Thumimu učí o Slunci, Měsíci a hvězdách.
Třetí část (druhá polovina kapitoly 3) popisuje tzv. předsmrtelnou existenci. Jehova učí Abraháma o věčné povaze duchů, o plánu na stvoření Země, o vyvolení Spasitele a o Luciferově první vzpouře.
Čtvrtá část (kapitoly 4 a 5) je přepracováním prvních 2 kapitol knihy Genesis.
Součástí Knihy Abraham jsou také tři faksimile (neboli egyptské obrazy), jejichž význam je vysvětlen v textu i poznámkách Josepha Smithe.

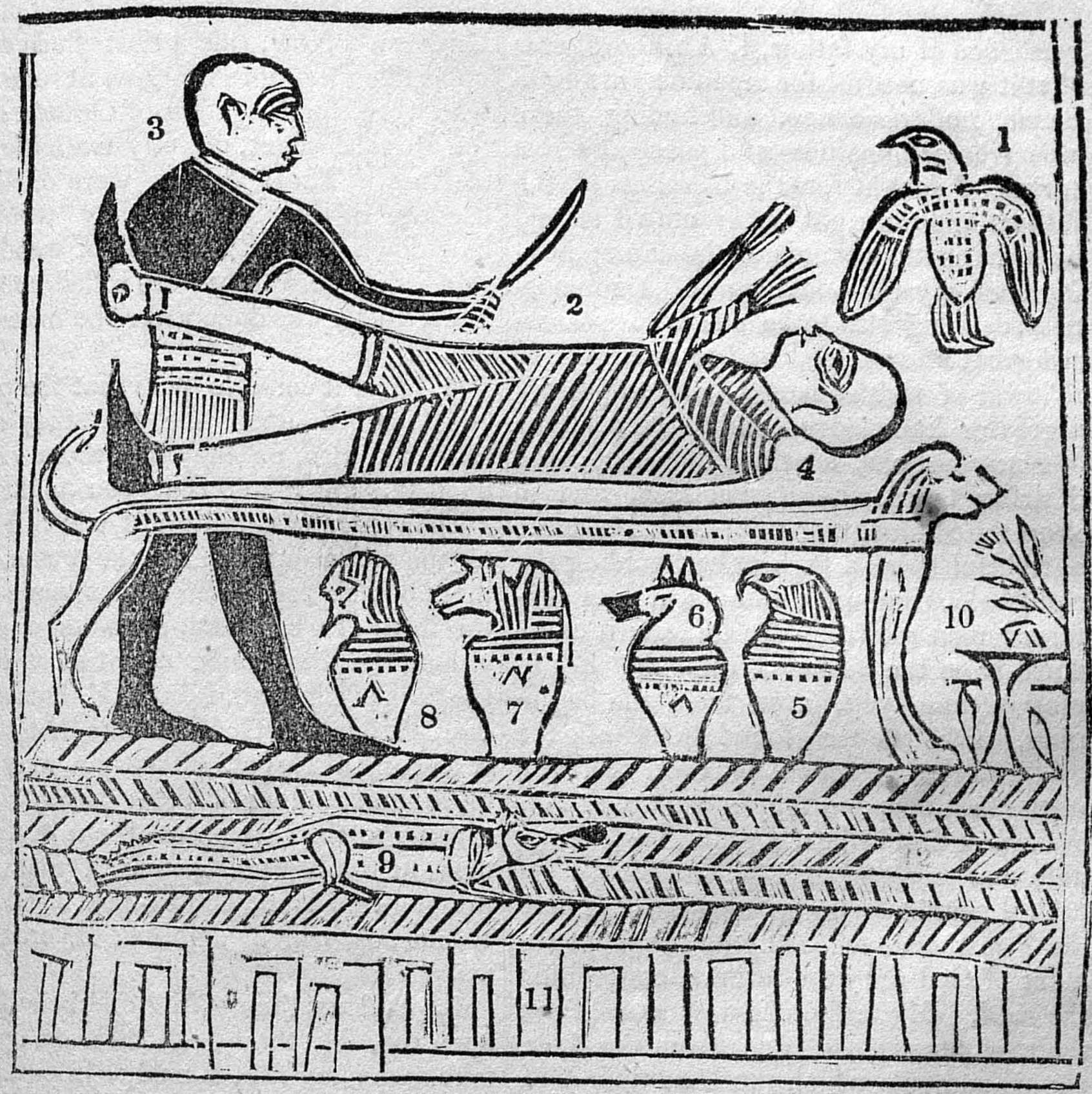
Faksimile 1 z Knihy Abraham
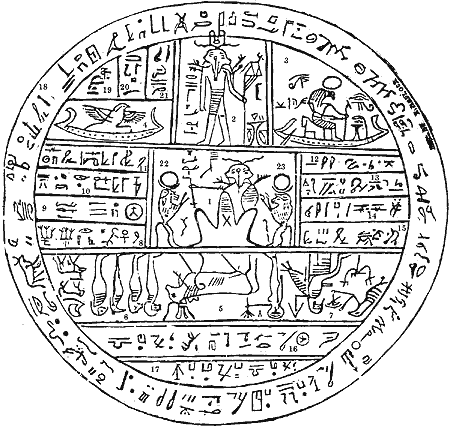
Faksimile 2 z Knihy Abraham
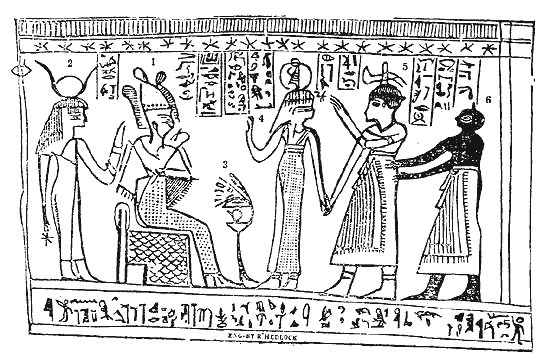
Faksimile 3 z Knihy Abraham

## Faksimile 1

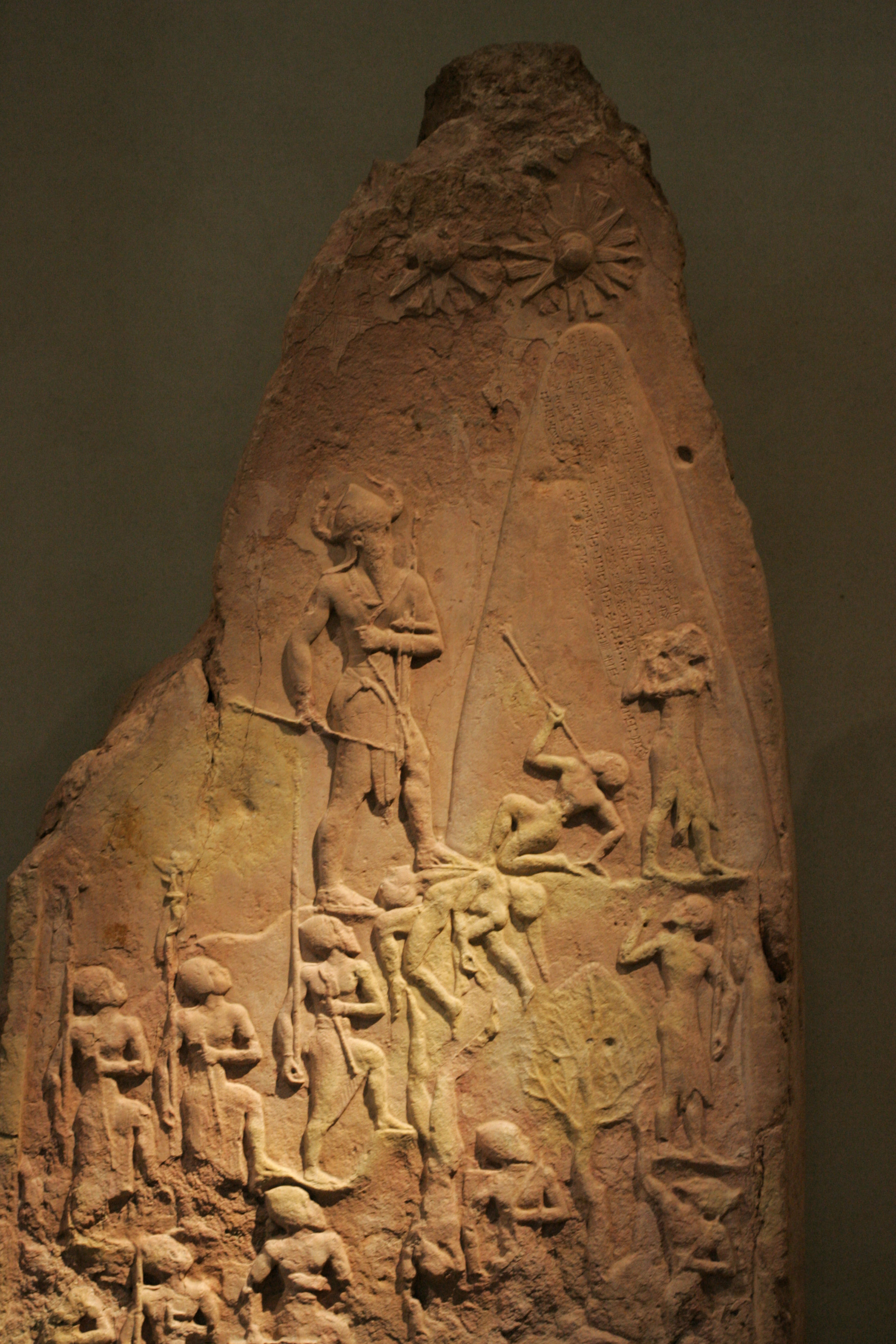
Stéla Naram-Sína, která by podle mytologie mohla být babylonskou věží krále Nimroda

První egyptský obraz v knize se týká obětování Abraháma. Je na něm chaldejský kněz, který je v textu knihy popsán takto: "Nyní, v tomto čase bylo zvykem kněze Faraona, krále egyptského, obětovati na oltáři, který byl postaven v zemi kaldejské, jako oběti těmto cizím bohům muže, ženy a děti." Badatelé dnes zkoumají chaldejský vliv na biblickou literaturu, postavu Abraháma a informace, které Joseph Smith ve své době o chaldejcích měl.
Příběh o obětování Abraháma připomíná některé jiné apokryfy. Představa o tom, že sám Bůh sestoupil na zem, aby zachránil Abraháma, byla na blízkém východě poměrně častá. V textu Knihy Abrahamovy popisuje záchranu sám Jehova slovy: "Abrahame, Abrahame, viz, jméno mé je Jehova a já jsem tě slyšel a sestoupil jsem, abych tě vysvobodil a odvedl tě z domu otce tvého a od všech příbuzných tvých do cizí země, o níž nevíš." Vedoucí CJKSPD se k lidské oběti vegyptském kontextu vyjádřili několikrát.

### Místo a doba
V textu je zmíněno konkrétní místo, kde oltář údajně stál ("kněz Faraonův obětoval na oltáři, který stál u pahorku zvaného Putifarův pahorek, na začátku planiny Olišem"). Tato pláň je dochovaná v akkadštině na jednom z nápisů Naram-Sína, o němž se mnozí domnívají, že je biblickým Nimrodem. Islámská mytologie taktéž vypráví o tom, že měl být Abrahám obětován na příkaz stavitele babylonské věže, Nimroda Obětování Abraháma se nachází i v Koránu (Súra 21 - Proroci). Židovské abrahámovské tradice zmiňují další příběhy o Abrahámovo obětování Nimrodem, stavitel babylonské věže. Všechny 3 konkrétní verze obětování (židovská, islámská a mormonská) se od sebe liší ve způsobu obětování.
Místo Abrahamova obětování je také popsáno v knize veršem: "Vizte, Putifarův pahorek byl v zemi Ur v Kaldei". Badatelé debatují kvůli zmínce mezopotámského města Ur o vlivu Egypta na starověkou Mezopotámii a její kulturu. Někteří zkoumají fakt, že víme o 2 různých městech v Mezopotámii, která byla nazývána Ur.

### Lidské oběti v Egyptě
Obětovávání lidí ve starověkém Egyptě sloužilo často k náboženským rituálů. Je doložené, že k němu docházelo i v oblastech, ovlivěných egyptskou kulturou.

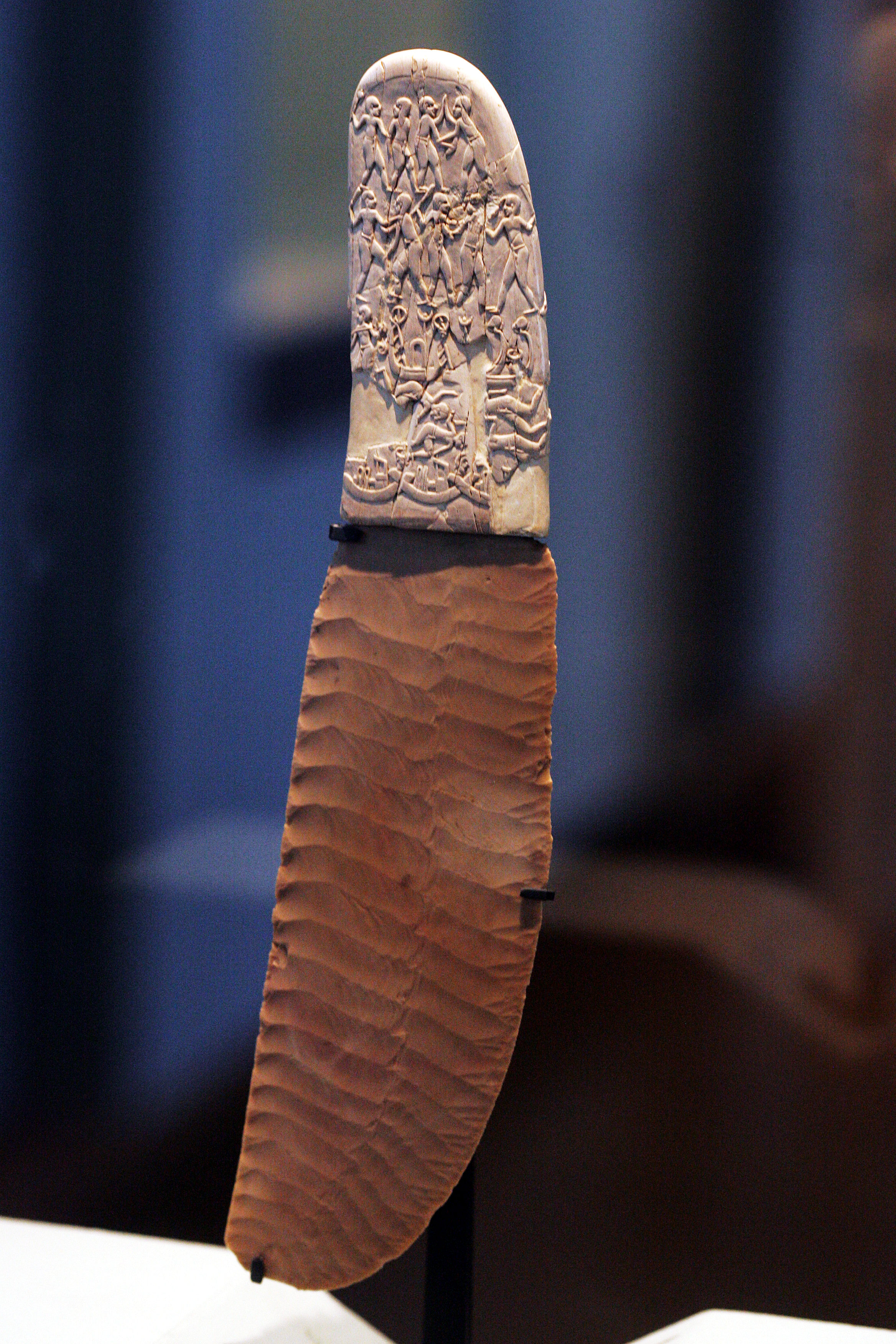
Dýka Gebel el-Arak

### Obětní dýka
Faksimile 1 zobrazuje kněze držícího obětní dýku. Tento typ rituálních nožů byl ve starověkém Egyptě používán a nalezen (viz například dýka Gebel el-Arak, pocházející z doby výše zmíněného Naram-Sína). Rituální nože se používaly k obětovávání zvířat nebo lidí (popřípadě jiné rituální úkony, jako obřízku), jak bývá patrné na rukojetích těchto nožů (v případě Gebel el-Arak se jedná o zobrazení válečných zajatců nebo otroků, kteří jsou nejspíš vedeni k rituální popravě).

### Lví sedačka
Obětovávaný Abahám leží na obětním oltáři, který je na faksimile 1 zpodobněn jako tzv. "lví sedačka". Ta byla ve starověkém Egyptě častou součástí veřejných i soukromých obřadů (ať se týkaly živých nebo mrtvých). Egyptské lví sedačky měly většinou podobu kovových stolů, jak ukazuje nález z "antechamber" v Tutanchámonově hrobě. V případě Abrahámova příběhu jde spíš o kamenný oltář, na němž je vyrytý obraz lví sedačky (podobný oltář byl nalezen v Memphisu jako pozůstatek Apisova chrámu). Existují i jiné egyptské obrazy se lví sedačkou podobnou té z faksimile 1; některé z těchto obrazů obsahují Abrahámovo jméno.
Sedačka je popsána i v textu Knihy Abrahamovy ve verších 12 a 13: "A abyste mohli míti znalost o tomto oltáři, odkazuji vás na znázornění na začátku tohoto záznamu. Byl učiněn podle tvaru lože, takového, jaké bývalo mezi Kaldejskými, a stál před bohy Elkenovým, Lebnovým, Mamakrovým, Korášovým, a také bohem podobným bohu Faraona, krále egyptského."

#### Užití v egyptských obřadech

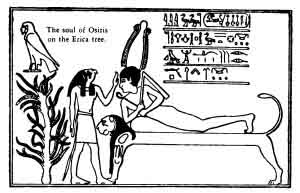
Jeden z typů užití lví sedačky ve starověkém Egyptě - lidský faraon (oděný jako Usire) je vzkříšen Horusem na lví sedačce a hledí ke Stromu života.

Lví sedačka byla egyptskou podobou blízkovýchodních oltářů. Měla podobu "lože" neboli postele, jelikož se pojila k příběhu posledního spočinutí a oslavení boha Usira. Ten si podle egyptských mýtů lehl do zlatého sarkofágu, kde jej však uvěznil jeho zlý bratr Sutech.
Usire byl později v egyptském příběhu vzkříšen a stal se bohem mrtvých (bohem podsvětí/egyptského pekla i nebe). Jeho rituální oběť (skrze kterou se stal později vzkříšeným bohem) však v egyptské kultuře zůstala. Faraoni každoročně prováděli veřejné náboženské obřady, při nichž procházeli Usirovým příběhem oni sami. V některých dobách se namísto faraona používal lidský "obětní beránek", který byl při rituálu skutečně zabit. Podobu vzkříšeného boha pak nabíral pouze faraon, jako zástupce bohů na zemi.

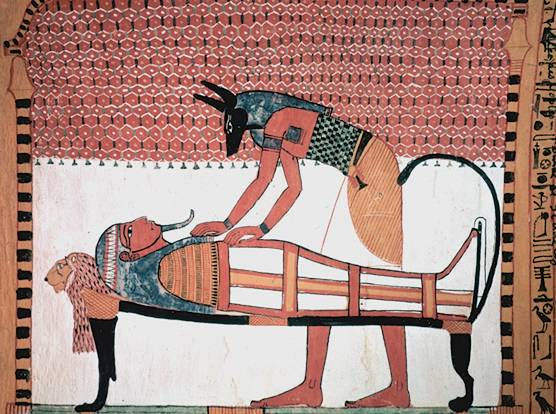
Jeden z typů užití lví sedačky ve starověkém Egyptě – mrtvý v sarkofágu je žehnán bohem pohřbívání, Anubisem

Podle badatelů je možné, že Abrahám měl být obětován při speciálním náboženském svátku jako součást rituálních obětí. Tomu by nasvědčovaly i další oběti, které chaldejský kněz (podle textu Knihy Abrahamovy) předložil na oltáři. Nejprve je zmínka o oběti malého dítěte ("Vpravdě děkovnou oběť dítěte obětoval kněz Faraonův na oltáři, který stál u pahorku zvaného Putifarův pahorek, na začátku planiny Olišem."), poté o oběti 3 panen ("Nyní, tento kněz obětoval na tomto oltáři současně tři panny, jež byly dcerami Onitovými, jednoho z královské linie, přímo z ledví Chama.") a na konci o oběti Abraháma samotného. Podle badatelů je možné, že sled obětí (nemluvně, 3 panny, dospělý muž) měl náboženský účel v egyptských nebo mezopotámských příbězích.
Lví sedačka se ve starověkém Egyptě užívala také jako všeobecný symbol lože, na němž dochází mrtvý člověk vzkříšení a oslavení. Z těchto důvodů byla sedačka užívána při mumifikaci mrtvých nebo jiných rituálech, které se zemřelými souvisely.

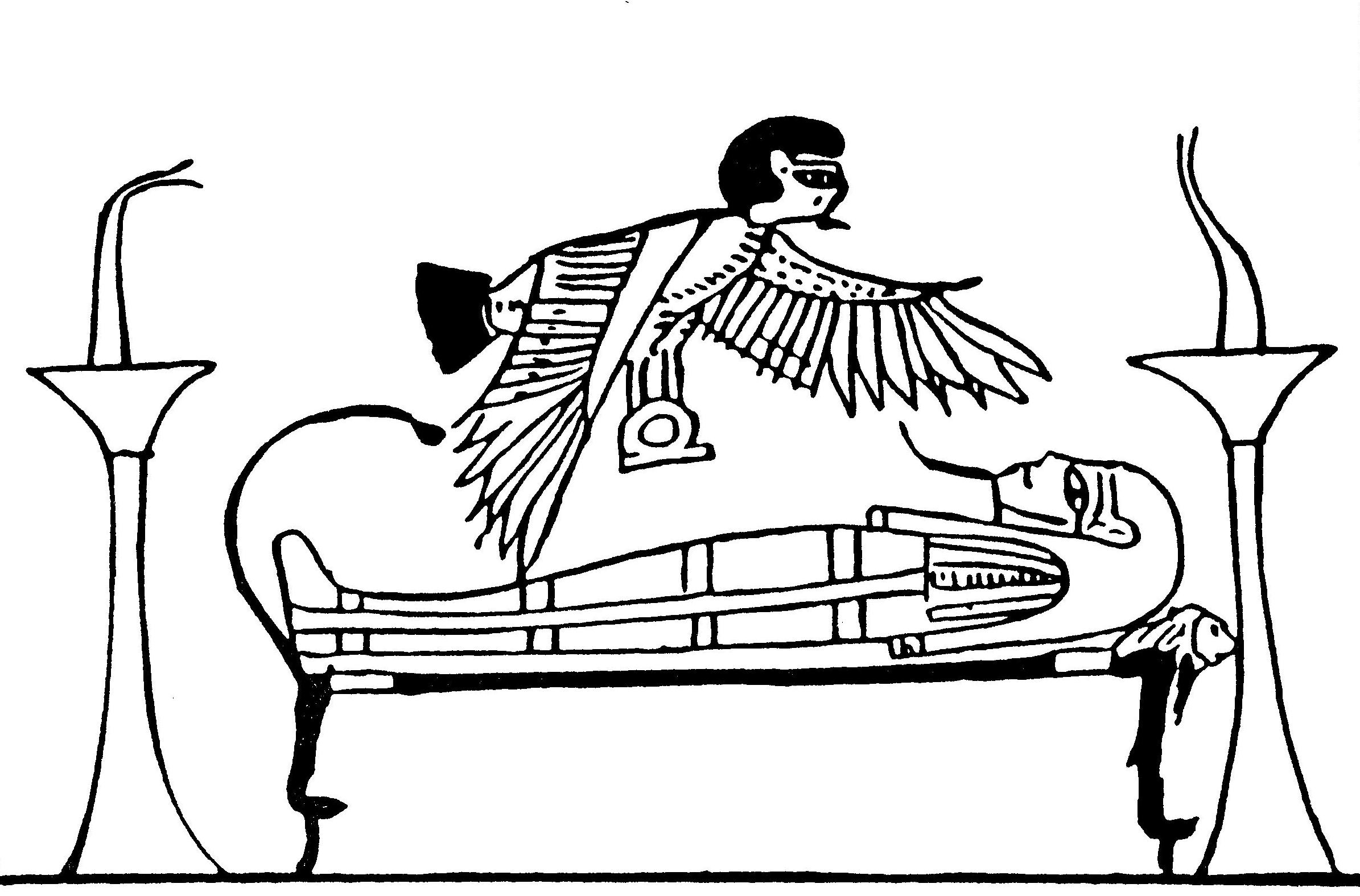
Jeden z typů užití lví sedačky ve starověkém Egyptě - duch Ba dosedá na zemřelého, aby mu daroval nový život

### Ptačí duch
Existují také obrazy lvích sedaček, kde je pouze mumifikovaný člověk a andělský/božský pták, který má mrtvého vzkřísit z mrtvých. Jde o mytologickou ozvěnu Usirova mýtu, v němž byl bůh vzkříšen svou manželkou/sestrou Eset, která naněj dosedla v podobě holubice. V pozdní době byla holubice někdy chápána jako duše mrtvého, která se vrací do vzkříšeného těla.
Na faksimile 1 se také nachází ptačí posel. Byl popsán Josephem Smithem jako "Anděl Páně" a v textu jej údajný Abrahám zmiňuje při obětní scéně: "A když pozdvihli na mne ruce své, aby mne mohli obětovati a mne připraviti o život, vizte, pozdvihl jsem hlas svůj k Pánu, Bohu svému, a Pán poslouchal a slyšel a naplnil mne viděním Všemohoucího a stál při mně anděl z přítomnosti jeho a ihned mi rozvázal pouta."
Motiv anděla, vystupujícího při záchraně Abraháma, je ve starověké literatuře obvyklý - ať již jde o židovskou, islámskou nebo raně křesťanskou literaturu. Egyptská mytologie dokládá podobný příběh, týkající se Usira, který leží bezmocně na lví sedačce a volá k andělům o pomoc. Andělé však v příběhu nemají potřebnou pravomoc, a tak musí dojít pro pomoc k samotnému Bohu všech. Podle některých badatelů je možné, že jde o egyptizovaný příběh, vzatý z abrahámovských apokryfů.

### Kanopy

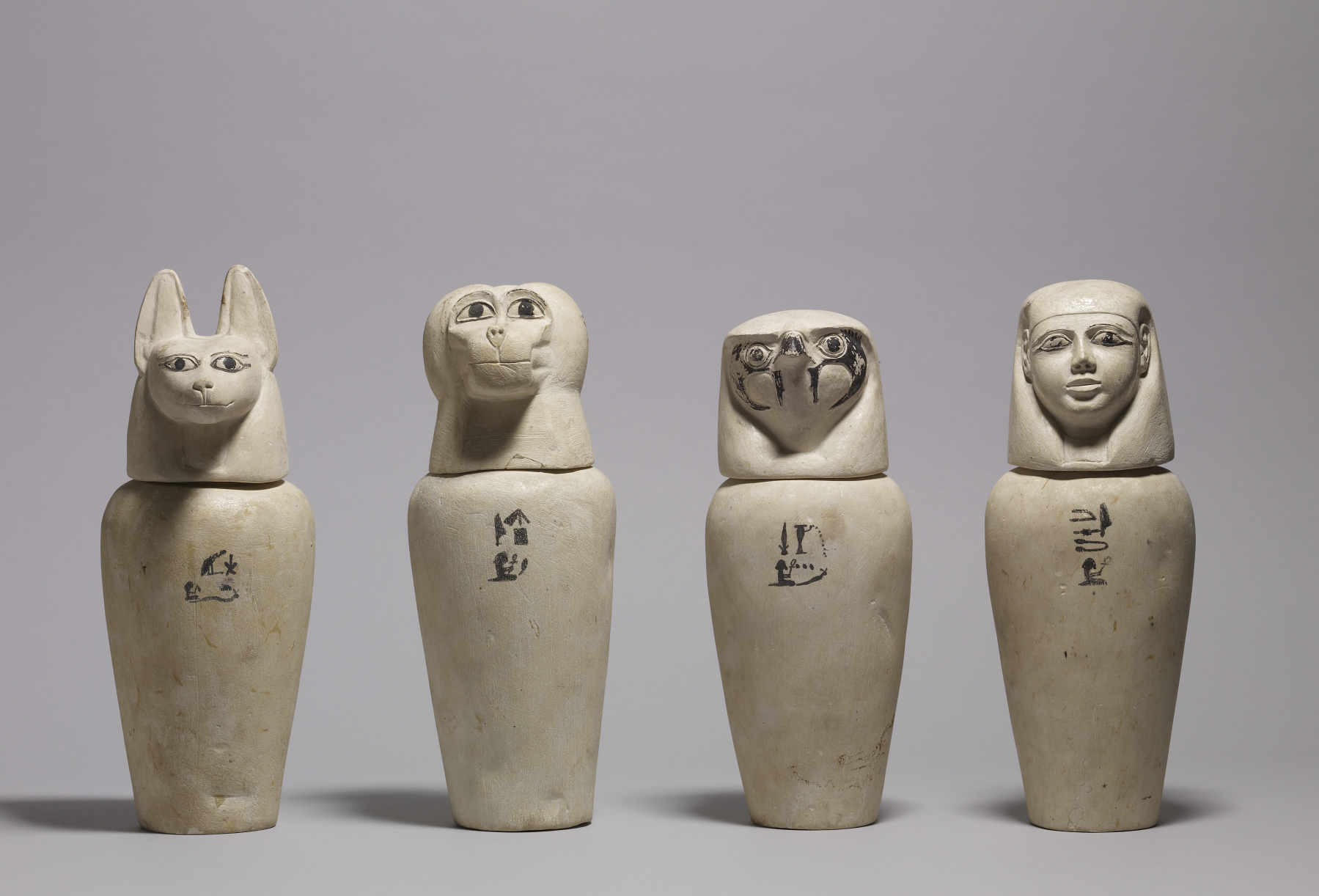
Kanopy, užívané v Egyptě

Na faksimile 1 se pod oltářem nachází čtveřice sošek. Jde o egyptské kanopy, užívané při mumifikaci a obětování. Každá z nádob reprezentovala jednoho ze synů egyptského boha Horuse a reprezentovala orgán, který je nutné ze zemřelého vyjmout a zachovat pro jeho vzkříšení.
Někteří badatelé vidí spojitost mezi 4 symbolickými zvířaty egyptských kanop a 4 zvířecími bytostmi, které se nachází v některých částech Bible. Tyto bytosti podle knihy Ezechiel a Zjevení Janova stojí pod Božím trůnem. Mormonský archeolog Hugh Nibley vyslovil tezi, že Lví sedačka v egyptském prostředí symbolizuje faraonův božský (exaltační) trůn a tudíž obsahuje stejnou symboliku, jako Jehovův trůn v Bibli. Biblický příběh o Abrahámovi obsahuje podobnou symboliku, spojenou s blízkovýchodním pojetí obětních oltářů a zvířat.
4 zvířecí postavy pod trůnem se nachází také v Apokalypse Abrahámově (XVIII), apokryfu z 1. století n. l., kde je taktéž zmíněný andělský pták, sestupující k Abrahámovi (viz ptačí duch).

### Elkenah

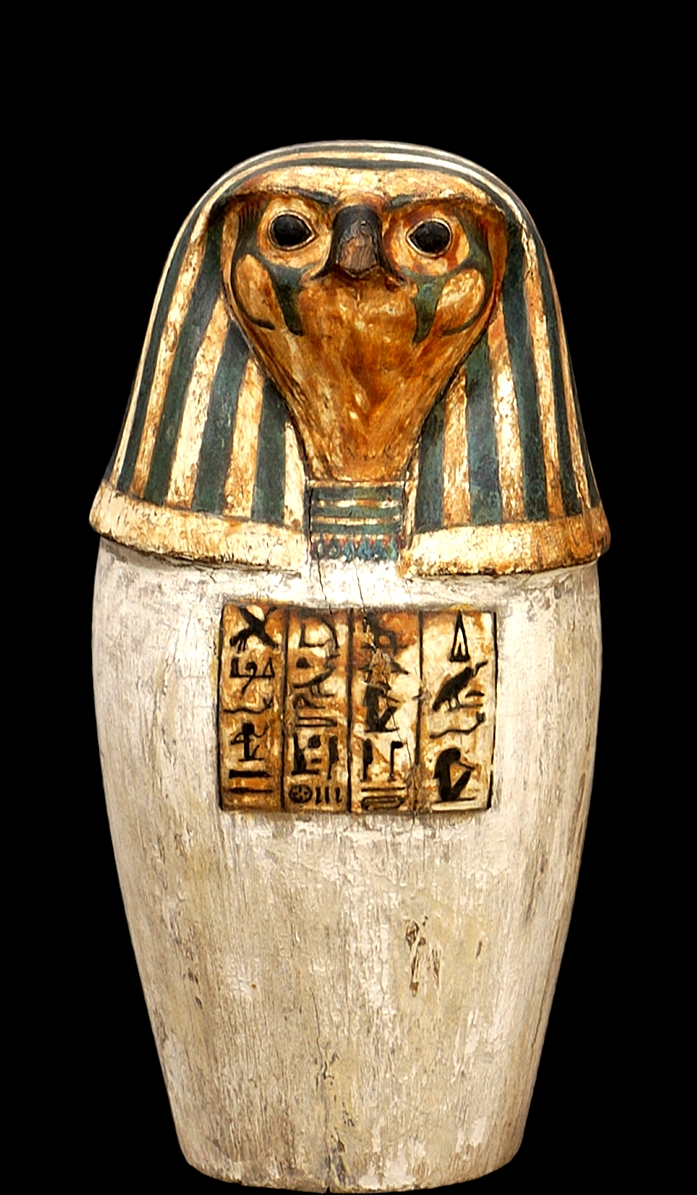
Egyptská podoba boha, kterého Joseph Smith nazval Elkenah

Jako první z "modlářských bohů" na faksimile 1 je zmíněn Elkenah. Tento bůh reprezentuje v Abrahámově knize nejen jednu z kanop, ale také boha chladejského kněze (který je v textu popsán slovy "A kněz boha Elkenah byl taktéž knězem Faraóna"). Jde pravděpodobně o kanaanského boha El, který byl ztotožněn s egyptským božstvem (Kebehsenufem) a převzat chaldejským kultem.
Na faksimile 1 je jeho jméno zmíněno třikrát, v textu první kapitoly Knihy Abrahamovy sedmkrát (nejčastěji ze všech bohů). Je vždy jmenován jako první. V textu knihy není občas zcela jasné, zda je Elkenah pouze jméno modlářského boha, nebo zda je také pojmenováním konkrétního místa, odkud daný bůh pocházel (v angličtině, v níž Joseph Smith Knihu Abrahamovu zapsal, se jedná o lingvistický rozdíl mezi "the god Elkenah" a "the god of Elkenah"). V záznamech Josepha Smithe bylo jméno tohoto boha nejprve zapsáno jako "Elkkeen", "Elk-kener"a "Elk-Keenah". Při pozdější revizi bylo jméno upraveno do dnešní podoby (Elkenah).

#### Původ jména
V Bibli nacházíme několik postav s podobným jménem. V základním překladu toto jméno (El-qanah) znamená něco jako "(bůh) El to zajistil". Jiní badatelé uvádí, že jméno El-qanah znamená "bůh stvořil". Samotné slovo "el" znamená v překladu bůh" (ačkoliv je zároveň samostatným názvem kanaanského boha) a bylo podobně jako v případě boha Elkenah používáno jako součást teoformních jmen (Eleazar, Ezechiel, Daniel...). Jméno Boží ("EL") můžeme najít i v samotném pojmenování národa Izrael ("ten, kdo zápasí s bohem").
Někteří badatelé spojují toto jméno s bohem El-kuni-irsa ("bůh, který stvořil zemi"), kterého nacházíme v chetitském textu a který je pravděpodobně totožný s fénickým "(e)´l qen´rs" ("bůh, stvořitel země") a akkadským "il-gi-na" a "Ilu-qana". V izraelských textech je tentýž božský titul zapsán hebrejsky jako Elyon konei shamayim va-aretz ("Nejvyšší Bůh bohů, stvořitel nebe a země").
Podle egyptologů by se slovo "qen" nebo "qeni" v syropalestinském prostředí četlo jako "ken/y". Egyptský kořen "qen" znamená v překladu "mocný" a je užíván ve jménech mnoha blízkovýchodních králů. Koncovka "ah" ve jménu Elkenah je typickým přenosem egyptského jména do kanaanských jazyků. Kanaan byl egyptskými nazýván "Kinahhi", a proto nazývali boha kanaanu jednoduše jako "boha kenah" - "El-kenah" (viz úvodní odstavec o možnosti, že Elkenah je název místa, odkud modlářský bůh pocházel).
Středověký učenec (snad židovského původu) Bar Hebraeus tvrdil, že podle židovské tradice přijali během života Abrahámova otce Teraha Egypťané chaldejský kult, pro nějž Terah vytvořil modlu hlavního boha "Kena" (nebo také "Kenose"). Islámská historie taktéž tvrdí, že Terah byl výrobce model pro svůj lid. V Knize Abrahamově se v první kapitole píše o tom, že Abrahámův otec svého syna předal kněžím chaldejského kultu.

## Spojení mezi Egyptem a Biblí
Izraelský národ měl od počátku své historie časté kontakty s Egyptem. Nejen Abrahám navštívil podle Bible Egypt, ale také Jákob a jeho 12 synů (zvláště Josef, kterého Egypťané někdy ztotožňují s Imhotepem). Mojžíš žil v Egyptě 40 let svého života a vyrůstal na faraonově dvoře. Po dobytí Jeruzaléma babylonským králem Nabuchodonozorem utekla do Egypta část Židů spolu s prorokem Jeremjášem. Podle legend byla tehdy do Egypta odnesena Archa úmluvy.
Posledním egyptským kontaktem v Bibli je exil "Boží rodiny", kdy Josef s Marií a nově narozeným Ježíšem museli na několik let utéct do Alexandrie. Právě v egyptském prostředí poté vznikly a také byly nalezeny apokryfní příběhy o Ježíšově dětství (např. Tomášovo evangelium dětství a další...).